# Edie (Ciao Baby)
Edie (Ciao Baby) is een nummer van de Britse rockband The Cult uit 1989. Het is de tweede single van hun vierde studioalbum Sonic Temple.
Het nummer werd een bescheiden hit in het Verenigd Koninkrijk, waar het de 32e positie behaalde. In Nederland haalde het de 5e positie in de Tipparade.